# Tom Schilling (Choreograf)

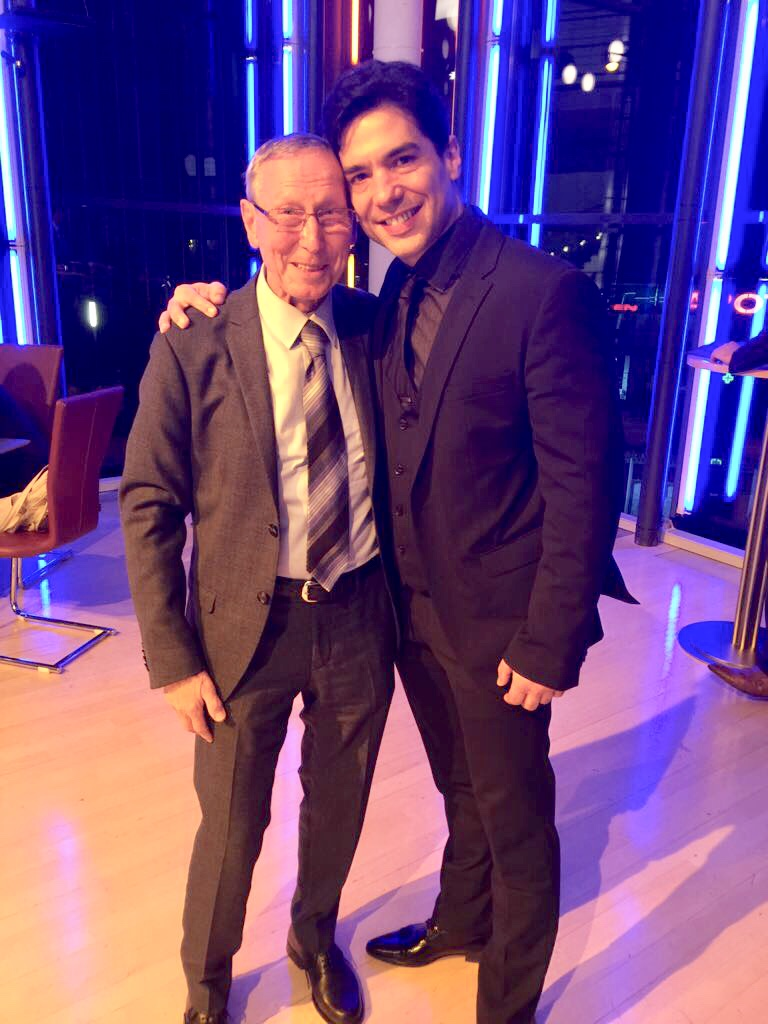
Tom Schilling (links) und Gonzalo Galguera, 2017

Tom Schilling (* 23. Januar 1928 in Esperstedt, Thüringen) ist ein deutscher Choreograf für modernes Tanztheater.

## Leben
Tom Schilling besuchte nach der Volksschule zwei Jahre lang die Handelsschule in Dessau. Von 1941 bis 1944 war er Schüler der Theaterballetschule in Dessau. Ab 1944 war er Dreherlehrling im Rüstungsbetrieb Junkers. 1945 wurde er zum Reichsarbeitsdienst und in die Wehrmacht eingezogen.
Schilling hatte als Solotänzer von 1945 bis 1946 ein erstes Engagement in Dresden, danach von 1946 bis 1952 in Leipzig. Von 1953 bis 1956 war er Choreograf am Nationaltheater in Weimar und anschließend von 1956 bis 1964 Ballettdirektor an der Staatsoper in Dresden.
Intendant Walter Felsenstein berief Tom Schilling 1965 an die Komische Oper Berlin (künstlerischer Leiter und Chefchoreograf) und beauftragte ihn mit dem Aufbau eines modernen Tanztheaterensembles. In den ersten drei Jahren choreografierte Tom Schilling mit zunächst 24 Tänzern Impulse, Phantastische Sinfonie, Abraxas, Cinderella, Der Mohr von Venedig, und La mer. Dem ersten zeitgenössische Ballett Der Doppelgänger von Fritz Geißler/Seeger folgten Match, Rhythmus und 1970 Undine (Musik: Hans Werner Henze).
Zusammen mit dem Ballettlibrettisten Bernd Köllinger inszenierte er u. a. Schwarze Vögel (1974), REVUE (1977), Schwanensee (1978 und 1992), Wahlverwandtschaften (1983), Aschenbrödel (1984 und 1992) und Hoffmann’s Erzählungen (1986, Hoffmann: Gerald Binke). Die erfolgreiche und umstrittene Inszenierung Ein neuer Sommernachtstraum mit Primaballerina Hannelore Bey und Meistertänzer Roland Gawlik wurde 1981 uraufgeführt.
Schilling suchte die Zusammenarbeit mit dem Komponisten Georg Katzer, der für das moderne Tanztheater neue Klangelemente erschuf, um seinerseits neue Tanzelemente und Choreografien zu finden. Er stellte sich gegen ein Ballett mit dem Hang zur technischen Perfektion; sein Ziel war ein neues Tanzbild.
1986 erhielt Schilling die Professur für Choreografie der Theaterhochschule „Hans Otto“ Leipzig.
Das Tanztheaterensemble unter der Leitung von Schilling arbeitete u. a. mit Hannelore Bey, Jutta Deutschland, Arila Siegert, Roland Gawlik, Gregor Seyffert, Angela Reinhardt und Thomas Kindt zusammen. In der Zusammenarbeit mit 40 Laientänzern der „Gruppe Junger Tänzer Jean Weidt“ entstanden gemeinsame Massenszenen etwa in Schwarze Vögel und Ein neuer Sommernachtstraum. Das Tanztheaterensemble gastierte unter Schillings Leitung in mehr als 30 Ländern weltweit.
Tom Schilling lebt in Berlin.

## Auszeichnungen
- 1970: Kunstpreis der DDR
- 1982: Nationalpreis der DDR I. Klasse für Kunst und Literatur
- 1994: Deutscher Kritikerpreis für den Bereich Tanz
- 1996: Deutschen Tanzpreis für sein Lebenswerk in Essen verliehen
- 1999: Verdienstorden des Landes Berlin
- 2001: Ehrenmitglied der Komischen Oper zu Berlin
- 2002: Aufnahme in die Ehrengalerie der 101 Choreografen des 20. Jahrhunderts
- 2003: Ehrenmitglied des Förderkreises Freunde der Komischen Oper Berlin e. V.

## Filmografie
- 1974: Orpheus in der Unterwelt
- 1986: Wahlverwandtschaften (Studioaufzeichnung)